# Plecodus
Plecodus is een geslacht van straalvinnige vissen uit de familie van de cichliden (Cichlidae).

## Leefwijze
Plecodus hebben een bijzonder dieet: ze voeden zich met schubben van andere vissen. Een Plecodus die een andere vis aanvalt duwt zijn mond kortstondig tegen de rug van zijn slachtoffer, haalt er plaatselijk de schubben af en zwemt dan weg. De sterke, achterwaarts gebogen tanden van Plecodus lijken hiervoor goed geschikt.

## Verspreiding en leefgebied
Deze vissen zijn endemisch in het Tanganyikameer in Centraal-Afrika.

## Soorten
- Plecodus elaviae Poll, 1949
- Plecodus multidentatus Poll, 1952
- Plecodus paradoxus Boulenger, 1898
- Plecodus straeleni Poll, 1948